# Pengeklub
En pengeklub (begrebet politisk erhvervsklub ses også) er i dansk politik en forening, der har til formål at støtte et politisk parti på en sådan måde, at foreningens medlemmer ikke selv bliver omfattet af de regler, der skal medvirke til åbenhed om partiernes økonomi. Klubberne er blevet kritiseret for at kunne være en form for korruption, hvor medlemmerne køber sig til indflydelse på politikerne.
Flere danske partier har tilknyttede pengeklubber, herunder Venstre med Den Liberale Erhvervsklub, Konservative Folkeparti med C-Business, Det Radikale Venstre med Midt- og Vestjyllands Erhvervspolitiske Selskab og Fyns Socialliberale Erhvervsklub, og Socialdemokraterne med Erhvervsforum Vækst DK.
Lokale erhvervsklubber findes også og blev blandt andet anvendt i forbindelse med kommunalvalget i 2017.